# Perbulan
Perbulan is een bestuurslaag in het regentschap Karo van de provincie Noord-Sumatra, Indonesië. Perbulan telt 3252 inwoners (volkstelling 2010).